# Pteris longipes
Pteris longipes är en kantbräkenväxtart som beskrevs av David Don. Pteris longipes ingår i släktet Pteris och familjen Pteridaceae. Inga underarter finns listade.